# Lăpuș (stanowisko archeologiczne)
Stanowisko archeologiczne w Lăpuș – cmentarzysko z okresów brązu D i prawdopodobnie również Hallstatt A1. Odkryto na nim kilkadziesiąt grobów kurhanowych, wysokich na 5 metrów i o średnicy od 20 do 100 metrów. Były to groby ciałopalne, bezpopielnicowe. 

## Wyposażenie zmarłych
Groby wyposażano w dużą liczbę naczyń oraz wyrobów metalowych, zarówno brązowych jak i żelaznych. Wśród przedmiotów brązowych wymienia się: czekany z tarczowatym obuchem, sztylety oraz siekierki z tuleją i uszkiem. Ponadto występują tu także drobne przedmioty wykonane ze złota. Najwięcej jest jednak niezwykle bogato zdobionej ceramiki. Ten różnorodny ornament interpretuje się jako przetrwanie tradycji typowych dla kultur o rodowodzie wczesnobrązowym ze strefy karpacko-dunajskiej. Najbardziej wyróżniają się naczynia wazowate, zdobione na górnej części brzuśca rożkowatymi guzami. W zdobnictwie oprócz rogowatych guzów spotyka się zdobienia kanelurowate czy na przykład guzy w kształcie główek zwierząt, co jest elementem nieznanym z innych obszarów.

## Ludzie pochowani na cmentarzysku
Najbardziej prawdopodobna jest teoria, że ludzie chowani na cmentarzysku w Lăpuș kierowali wydobyciem złota i miedzi, których złoża znane są z okolicy tego stanowiska. Mieliby oni przyczynić się, za sprawą handlu surowcem, do sprowadzenia na te terytoria wielu cennych wyrobów importowanych z różnych części znanego im świata, po czym sami wytworzyli własny styl w produkcji ceramiki.

## Przynależność kulturowa
W inwentarzu grobów przebadanych na stanowisku w Lăpuș występuje zmieszanie wpływów z różnych kultur archeologicznych. Formy ceramiczne i bogata dekoracja wiążą to cmentarzysko z kulturą Suciu de Sus. Jednak oprócz tego występują także elementy kultury Noua, ceramika typowa dla kultury madziarowskiej i kultur jej pokrewnych oraz naczynia uważane za charakterystyczne dla kultury pilińskiej. Wspomniane naczynia wazowate z rożkowatymi guzami weszły w późniejszych czasach do kanonu inwentarza kultury gawskiej.